# Instituto Steve Biko
O Instituto Cultural Beneficente Steve Biko, ou simplesmente Instituto Steve Biko, é uma organização não governamental brasileira fundada em 1992 e localizada na cidade de Salvador, na Bahia. A organização promove ações para combater a desigualdade racial, através de projetos de inclusão educacional para a comunidade negra. Os educandos da instituição são chamados pelo apelido de "bikudos".

## História
O Instituto Steve Biko surgiu a partir da construção do I Seminário Nacional de Estudantes Negros, que ocorreu em 1993. Essas discussões ocorriam desde 1990, com a motivação de reunir negros em nível nacional para refletir sobre a inserção dos negros no espaço acadêmico. Os fundadores viram a universidade como estratégia para a ascensão social e o combate a discriminação racial, então formaram um grupo com objetivo de fazer um curso pré-vestibular para negros, fundando assim o Instituto no dia 31 de julho de 1992.
O nome Instituto Cultural Beneficente Steve Biko foi escolhido em homenagem ao sul-africano Bantu Stephen Biko, um dos idealizadores do movimento de Consciência Negra, que morreu em 12 de setembro de 1978 por consequência das torturas sofridas nas prisões do regime de segregação racial do Apartheid na África do Sul.

## Projetos
O principal projeto do Instituto Steve Biko é o curso pré-vestibular voltado para negros de baixa renda. Além das matérias tradicionais oferecidas nesse tipo de curso, como português e matemática, os alunos estudam Cidadania e Consciência Negra. Além desse, a ONG tem os seguintes projetos:
- O Programa Oguntec são ações estimulando a ciência e tecnologia.
- O Programa Pompa - Projetos Mentes Abertas e Portas Abertas consiste em trabalhar a liderança dos alunos com o objetivo de trabalharem em cargos públicos e do terceiro setor.[8]
- O Programa DHAR (Projeto de Formação de Jovens em Direitos Humanos e Anti-Racismo) consiste em um curso que trabalha a questão dos Direitos Humanos e Racismo.[9]
- O Programa de Intercâmbio consiste em troca de experiências, visitas, palestras, etc. com alunos negros de outros países.[10]
- O Programa Up With English é um curso de inglês em parceira com a Associação Cultural Brasil – Estados Unidos (ACBEU).[11]